# Rie Kaneto
Rie Kaneto (em japonês:  金藤 理絵, Kanetō Rie; Shobara, 8 de setembro de 1988) é uma nadadora japonesa.
Nos Jogos Olímpicos de 2016 venceu a prova dos 200 metros peito.